# Центральная избирательная комиссия Узбекистана
Центральная избирательная комиссия Республики Узбекистан — государственный орган, отвечающий за организацию и проведение выборов всех уровней в стране. В качестве самостоятельного органа Центральная избирательная комиссия функционирует с 1998 года. Её основные задачи и правовой статус определены в Конституции, Избирательном кодексе и законе «О референдуме Республики Узбекистан».
В соответствии с избирательным законодательством на территории Республики Узбекистан ЦИК проводит выборы в Олий Мажлис, Президента Республики Узбекистан и референдумы Республики Узбекистан. ЦИК коллегиальный орган и независим от органов государственной власти. Вмешательство в деятельность ЦИК не допускается. Решения ЦИК принимаются членами ЦИК на открытых заседаниях. Заседание считается состоявшимся в случае участия в нем 2/3 членов ЦИК.
ЦИК образуется парламентом Узбекистана в составе не менее 15 членов. Члены ЦИК избираются Законодательной палатой и Сенатом Олий Мажлиса по рекомендации Жокаргы Кенеса Республики Каракалпакстан,Кенгашей народных депутатов областей и города Ташкента.
Председатель ЦИК избирается из числа её членов по представлению Президента Республики Узбекистан на заседании комиссии.
ЦИК осуществляет контроль за реализацией избирательных прав граждан,а также соблюдением Избирательного кодекса на территории республики. Организует процесс проведения выборов и референдумов. Осуществляет контроль за финансированием выборов ,а также расходованием бюджетных средств.
Действующая центральная избирательная комиссия провела 5 президентских выборов в 2000, 2007, 2015, 2016, 2021 годах, 5 парламентских выборов в 1999, 2004, 2009, 2014, 2019 годах и 1 референдум в 2002 году.

## Центральная избирательная комиссия при Верховном Совете (Олий Мажлисе)
ЦИК при Верховном Совете провел следующие выборы и референдумы:
18 февраля 1990 года состоялись выборы в Верховный совет Узбекистана. Впервые из 500 избирательных округов в 326 были представлены кандидаты на альтернативной основе. По итогам первого тура голосования 368 кандидатов набрали необходимое количество голосов. В остальных 132 округах прошёл второй тур голосования. Избранный парламент в 1990-1994 годы принял около 200 законов, свыше 500 решений, впервые в истории нашей страны избрал Президента республики,принял Декорацию независимости. 
С 24 по 31 марта 1990 года в Ташкенте состоялась первая сессия Верховного совета Узбекской ССР 12 созыва. 24 марта был принят закон "Об учреждении должности Президента Узбекской ССР". 24 марта на сессии Верховного совета путём тайного голосования Президентом Узбекистана был избран Каримов Ислам Абдуганиевич. 
Верховный совет СССР для того,чтобы узнать мнение граждан об изменении союзного договора,обновлении  СССР  и создания Федеративного государства в составе равноправных суверенных республик, принял решение о проведении всесоюзного референдума 17 марта 1991 года. 20 февраля 1991 года Президиум Верховного совета Узбекистана поддержал проведение референдума. На голосование в рамках референдума было вынесено два вопроса. Во втором бюллетене был поставлен вопрос о том, " Согласны ли вы с тем, чтобы Узбекистан остался в составе Союза (Федерации) в качестве независимой, равноправной республики?". 93 процента, участвовавших в референдуме,проведенном 17 марта 1991 года ответили " Да" на поставленный вопрос.
В появлении и совершенствовании института президентства в Узбекистане большое значение имел закон "О выборах Президента Республики Узбекистан", принятый  18 ноября 1991 года. В законе нашли свое отражение права граждан в этой сфере,порядок проведения выборов,выдвижения кандидатов в президенты и их регистрации, голосования и подведения итогов выборов.
Прошедшая ноябре 1991 года сессия Верховного совета Республики Узбекистан рассмотрела вопрос о проведении референдума по вопросу государственной независимости. На данной сессии были приняты решения о проведении 29 декабря 1991 года , в воскресенье референдума о государственной независимости Республики Узбекистан, а также о проведении выборов Президента Республики Узбекистан.
29 декабря 1991 года состоялся общенародный референдум. В избирательный список вошло 10 млн 898 тысяч 707 граждан,94,1 процентов из которых приняли участие в голосовании. 98,2 из принявших участие в голосовании проголосовали за независимость Узбекистана.
29 декабря 1991 года также состоялись выборы Президента Республики Узбекистан на альтернативной основе. За кандидатуру Ислама Абдуганиевича Каримова проголосовало 8 млн 514 тысяч 316 граждан, или 86 процентов из принявших участие в голосовании. Рассмотрев итоги выборов, центральная избирательная комиссия приняла решение о том,что 29 декабря 1991 года И.А. Каримов избран на должность Президента Республики Узбекистан. На внеочередной сессии Верховного совета Республики Узбекистан в январе 1992 года Президент Ислам Каримов принял присягу и вступил в должность Президента Республики Узбекистан.
На основе требований Конституции осуществлялись стремительные политические реформы, в рамках которых на 14 сессии Верховного совета 28 декабря 1993 года был принят закон "О выборах в Олий Мажлис Республики Узбекистан" .
В мае 1994 года Верховный совет принял закон "О выборах в областные,районные и городские Кенгаши народных депутатов ". 25 декабря 1994 года началась подготовка к выборам в местные Кенгаши народных депутатов. В Ташкенте были образованы 30 округов по проведению выборов на освободившиеся депутатские места в Верховном Совете,а также 60 округов на места в ташкетский городской Кенгаш народных депутатов. В установленном законом порядке и в рекомендуемое время на основе календарного плана были созданы 30 избирательных комиссий по проведению выборов в Олий Мажлис и 60 избирательных комиссий по проведению выборов в городской Кенгаш. В состав комиссий были привлечены работники промышленных предприятий, общественных организаций,сотрудники сфер народного образования и здравоохранения,представители махаллинских сходов граждан в составе 810 человек.

На 25 декабря 1994 года назначены выборы в Олий Мажлис,областные, районные и городские Кенгаши народных депутатов. Для успешного проведения избирательной кампании созданы все необходимые условия. 14-15 ноября 1994 года для председателей окружных избирательных комиссий по проведению выборов в Олий Мажлис был организован трёхдневный семинар в Ташкенте. В работе семинара- совета приняли участие представитель ООН в Узбекистане Халид Малик, Чрезвычайный и полномочный посол США в Узбекистане Генри Ли Кларк,посол России Ф.Ф.Сидорский,посол Турции Эрдуган Айтун и другие. Для проведения выборов в республике было образовано 250 избирательных округов и 7192 избирательных участков. Для обеспечения проведения выборов на основе многопартийности и альтернативности были проведены все соответствующие мероприятия в установленные законом сроки. В 135 округах в выборах приняли участие по три кандидата,в 106 округах по два. Из зарегистрированных 17 млн 248 тысяч 464 избирателей в выборах приняли участие 93,8 процентов. Выборы продолжались в течение трёх туров. Второй тур состоялся 8 января 1995 года, третий тур 25 января 1995 года.  
23 февраля 1995 года Олий Мажлис приня решение о проведении референдума " О продлении срока полномочий Президента Республики Узбекистан до 2000 года". Данное решение было широко поддержано в ходе 22 тысяч различных встреч и заседаний в трудовых коллективах и местах проживания ,в которых приняли участие свыше 6 млн граждан. 26 марта 1995 года референдум был проведен. По итогам референдума полномочия Президента Республики Узбекистан Ислама Каримова были продлены с 1997  до 2000 года.
30 апреля 1998 года Олий Мажлисом принят закон " О Центральной избирательной комиссии". В соответствии с законом центральная избирательная комиссия преобразована в качестве отдельного конституционного органа. Первым председателем ЦИК был избран Буритош Мустафаев.

## Избирательное законодательство
Избирательные органы в своей деятельности придерживаются принципов законности, коллегиальности, прозрачности, независимости и справедливости. Избирательная система республики основана на демократических принципах, согласно которым обеспечивается участие в выборах  каждой гражданина Республики Узбекистан, достигшего ко дню или в день проведения выборов восемнадцати лет.
Не имеют права участвовать в выборах граждане, признанные судом недееспособными, а также лица, содержащиеся в учреждениях по исполнению наказания в виде лишения свободы по приговору суда.
Народ является единственным источником государственной власти. В демократическом,правовом государстве Государственная власть осуществляется в интересах народа и исключительно органами, уполномоченными на то Конституцией Республики Узбекистан и законами, принятыми на ее основе через проведение общенародных выборов.
Наиболее важные вопросы общественной и государственной жизни выносятся на общенародное обсуждение, выставляются на референдум.
Основное требование демократии это свободные и справедливые выборы. В Узбекистане создано избирательное законодательство полностью соответствующее международным стандартам и требованиям, передовому зарубежному опыту. В первые дни независимого развития республики были приняты законы "О референдуме Республики Узбекистан"(18-ноября 1991г.) и "О выборах Президента Республики Узбекистан" (18- ноября 1991г.). Благодаря принятию 8 декабря 1992 года Конституции Республики Узбекистан были укреплены правовые основы избирательной системы.
Граждане Республики Узбекистан имеют право избирать и быть избранными в представительные органы государственной власти. Каждый избиратель имеет один голос. Право голоса, равенство и свобода волеизъявления гарантируются законом.Выборы проводятся на основе всеобщего, равного и прямого избирательного права при тайном голосовании. Право избирать имеют граждане Республики Узбекистан, достигшие восемнадцати лет. Конституция Республики Узбекистан,статья-117.
Был принят ряд законов о выборах,о порядке проведения выборов.  Одни из них это-Закон Республики Узбекистан "О выборах в Олий Мажлис Республики Узбекистан" (28- декабря 1993г.), Закон Республики Узбекистан "О выборах в областные, районные и городские Кенгаши народных депутатов" (5- мая 1994г.), Закон Республики Узбекистан "О гарантиях избирательных прав граждан" (5- мая 1994 г.).
26 июня 2019 года был принят"Избирательный кодекс " и тем самым вышеназванные документы утратили свою силу. Отныне все виды выборов и референдумы,проводимые на территории Республики Узбекистан проводятся в соответствии с Избирательным кодексом. 

## Председатели Центральной избирательной комиссии
1. Гафур Барноев (1998)
2. Кудратилла Ахмедов (1998-1999)
3. Нажмиддин Комилов (1999-2001)
4. Абдурафик Ахадов (2001-2004)
5. Буритош Мустафаев (2004-2005)
6. Мирзо-Улугбек Абдусаломов (2005-2021)
7. Зайниддин Низомходжаев (2021- по н.в.)

## Члены ЦИК Республики Узбекистан
По состоянию на февраля 2022 года 21 человек являются членами ЦИК Республики Узбекистан:
1.     Низамходжаев Зайниддин Махаматович (Председатель)
2.     Кучкаров Бахром Тулкунович (Заместитель председателя)
3.     Маматов Худоёр Тешаевич (Руководитель секретариата)
4.     Ахмедова Фируза Салиджановна 
5.     Бабаназарова Мариника
6.     Базаров Арифджан Шадиевич
7.     Жураев Шухрат Низамович
8.     Ибодуллаев Адхам Ибодуллаевич
9.     Исмаилова Гулноза Сайдиганиходжаева
10.  Исакбоев Алишер Ахмаджонович
11.  Кадирова Муяссар Джумаевна
12.  Кенжаева Ирода Мисировна
13.  Курбанкулов Суяржон Машарифович
14.  Рахимова Гюлноза Абдусаттаровна
15.  Сирожиддинов Шухрат Самариддинович 
16.  Усмонкулов Алишер Кадиркулович
17.  Фармонов Александр Касимович
18.  Шерзодхон Кудратхўжа Тожиддин ўғли
19.  Юнусов Баходиржон Жалолдинович
20.  Юсупов Эргаш Аманбаевич
21.  Козихонова Орзигул Муйдиновна